# Bubacarr Sanneh
Bubacarr Sanneh (Serekunda, 14 novembre 1994) è un calciatore gambiano, difensore svincolato e della nazionale gambiana.

## Carriera

### Nazionale
Ha esordito in nazionale nel 2012; è stato convocato per la Coppa delle nazioni africane 2021.

## Statistiche

### Cronologia presenze e reti in nazionale
| Cronologia completa delle presenze e delle reti in nazionale ― Gambia | Cronologia completa delle presenze e delle reti in nazionale ― Gambia | Cronologia completa delle presenze e delle reti in nazionale ― Gambia | Cronologia completa delle presenze e delle reti in nazionale ― Gambia | Cronologia completa delle presenze e delle reti in nazionale ― Gambia | Cronologia completa delle presenze e delle reti in nazionale ― Gambia | Cronologia completa delle presenze e delle reti in nazionale ― Gambia | Cronologia completa delle presenze e delle reti in nazionale ― Gambia |
| Data                                                                  | Città                                                                 | In casa                                                               | Risultato                                                             | Ospiti                                                                | Competizione                                                          | Reti                                                                  | Note                                                                  |
| --------------------------------------------------------------------- | --------------------------------------------------------------------- | --------------------------------------------------------------------- | --------------------------------------------------------------------- | --------------------------------------------------------------------- | --------------------------------------------------------------------- | --------------------------------------------------------------------- | --------------------------------------------------------------------- |
| 15-12-2012                                                            | Luanda                                                                | Angola                                                                | 1 – 1                                                                 | Gambia                                                                | Amichevole                                                            | -                                                                     | 66’                                                                   |
| 7-9-2013                                                              | Banjul                                                                | Gambia                                                                | 2 – 0                                                                 | Tanzania                                                              | Qual. Mondiali 2014                                                   | -                                                                     |                                                                       |
| 9-6-2015                                                              | Kampala                                                               | Uganda                                                                | 1 – 1                                                                 | Gambia                                                                | Amichevole                                                            | -                                                                     |                                                                       |
| 9-10-2015                                                             | Bakau                                                                 | Gambia                                                                | 1 – 1                                                                 | Namibia                                                               | Amichevole                                                            | -                                                                     | 39’                                                                   |
| 30-5-2016                                                             | Bakau                                                                 | Gambia                                                                | 0 – 0                                                                 | Sierra Leone                                                          | Amichevole                                                            | -                                                                     |                                                                       |
| 4-6-2016                                                              | Bakau                                                                 | Gambia                                                                | 0 – 4                                                                 | Sudafrica                                                             | Qual. Coppa d'Africa 2017                                             | -                                                                     |                                                                       |
| 3-9-2016                                                              | Yaoundé                                                               | Camerun                                                               | 2 – 0                                                                 | Gambia                                                                | Qual. Coppa d'Africa 2017                                             | -                                                                     |                                                                       |
| 27-3-2017                                                             | Bangui                                                                | Rep. Centrafricana                                                    | 1 – 2                                                                 | Gambia                                                                | Amichevole                                                            | -                                                                     |                                                                       |
| 11-6-2017                                                             | Cotonou                                                               | Benin                                                                 | 1 – 0                                                                 | Gambia                                                                | Qual. Coppa d'Africa 2019                                             | -                                                                     |                                                                       |
| 23-3-2018                                                             | Bakau                                                                 | Gambia                                                                | 1 – 1                                                                 | Rep. Centrafricana                                                    | Amichevole                                                            | -                                                                     |                                                                       |
| 8-9-2018                                                              | Bakau                                                                 | Gambia                                                                | 1 – 1                                                                 | Algeria                                                               | Qual. Coppa d'Africa 2019                                             | -                                                                     |                                                                       |
| 12-10-2018                                                            | Lomé                                                                  | Togo                                                                  | 1 – 1                                                                 | Gambia                                                                | Qual. Coppa d'Africa 2019                                             | -                                                                     |                                                                       |
| 16-10-2018                                                            | Bakau                                                                 | Gambia                                                                | 0 – 1                                                                 | Togo                                                                  | Qual. Coppa d'Africa 2019                                             | -                                                                     |                                                                       |
| 17-11-2018                                                            | Bakau                                                                 | Gambia                                                                | 3 – 1                                                                 | Benin                                                                 | Qual. Coppa d'Africa 2019                                             | -                                                                     |                                                                       |
| 22-3-2019                                                             | Blida                                                                 | Algeria                                                               | 1 – 1                                                                 | Gambia                                                                | Qual. Coppa d'Africa 2019                                             | -                                                                     |                                                                       |
| 12-6-2019                                                             | Marrakech                                                             | Marocco                                                               | 0 – 1                                                                 | Gambia                                                                | Amichevole                                                            | -                                                                     |                                                                       |
| 6-9-2019                                                              | Bakau                                                                 | Gambia                                                                | 0 – 1                                                                 | Angola                                                                | Qual. Mondiali 2022                                                   | -                                                                     |                                                                       |
| 9-10-2019                                                             | Gibuti                                                                | Gibuti                                                                | 1 – 1                                                                 | Gambia                                                                | Qual. Coppa d'Africa 2021                                             | 1                                                                     |                                                                       |
| 13-10-2019                                                            | Bakau                                                                 | Gambia                                                                | 1 – 1 (4 - 3 dtr)                                                     | Gibuti                                                                | Qual. Coppa d'Africa 2021                                             | -                                                                     |                                                                       |
| 13-11-2019                                                            | Luanda                                                                | Angola                                                                | 1 – 3                                                                 | Gambia                                                                | Qual. Coppa d'Africa 2021                                             | -                                                                     |                                                                       |
| 18-11-2019                                                            | Bakau                                                                 | Gambia                                                                | 2 – 2                                                                 | RD del Congo                                                          | Qual. Coppa d'Africa 2021                                             | -                                                                     |                                                                       |
| 11-10-2020                                                            | Parchal                                                               | Gambia                                                                | 1 – 0                                                                 | Rep. del Congo                                                        | Amichevole                                                            | -                                                                     |                                                                       |
| 12-11-2020                                                            | Franceville                                                           | Gabon                                                                 | 2 – 1                                                                 | Gambia                                                                | Qual. Coppa d'Africa 2021                                             | -                                                                     |                                                                       |
| 16-11-2020                                                            | Bakau                                                                 | Gambia                                                                | 2 – 1                                                                 | Gabon                                                                 | Qual. Coppa d'Africa 2021                                             | -                                                                     |                                                                       |
| 25-3-2021                                                             | Bakau                                                                 | Gambia                                                                | 1 – 0                                                                 | Angola                                                                | Qual. Coppa d'Africa 2021                                             | -                                                                     |                                                                       |
| 29-3-2021                                                             | Kinshasa                                                              | RD del Congo                                                          | 1 – 0                                                                 | Gambia                                                                | Qual. Coppa d'Africa 2021                                             | -                                                                     | 86’                                                                   |
| 5-6-2021                                                              | Antalya                                                               | Gambia                                                                | 2 – 0                                                                 | Niger                                                                 | Amichevole                                                            | -                                                                     |                                                                       |
| 8-6-2021                                                              | Bakau                                                                 | Gambia                                                                | 1 – 0                                                                 | Togo                                                                  | Amichevole                                                            | -                                                                     |                                                                       |
| 11-6-2021                                                             | Antalya                                                               | Gambia                                                                | 0 – 1                                                                 | Kosovo                                                                | Amichevole                                                            | -                                                                     | 75’                                                                   |
| 12-1-2022                                                             | Limbe                                                                 | Mauritania                                                            | 0 – 1                                                                 | Gambia                                                                | Coppa d'Africa 2021 - 1º Turno                                        | -                                                                     | 82’                                                                   |
| 23-3-2022                                                             | Yaoundé                                                               | Ciad                                                                  | 0 – 1                                                                 | Gambia                                                                | Qual. Coppa d'Africa 2023                                             | -                                                                     | Cap.                                                                  |
| 29-3-2022                                                             | Agadir                                                                | Gambia                                                                | 2 – 2                                                                 | Ciad                                                                  | Qual. Coppa d'Africa 2023                                             | -                                                                     |                                                                       |
| 29-5-2022                                                             | Dubai                                                                 | Emirati Arabi Uniti                                                   | 1 – 1                                                                 | Gambia                                                                | Amichevole                                                            | -                                                                     |                                                                       |
| 4-6-2022                                                              | Thies                                                                 | Gambia                                                                | 1 – 0                                                                 | Sudan del Sud                                                         | Qual. Coppa d'Africa 2023                                             | -                                                                     |                                                                       |
| 8-6-2022                                                              | Brazzaville                                                           | Rep. del Congo                                                        | 1 – 0                                                                 | Gambia                                                                | Qual. Coppa d'Africa 2023                                             | -                                                                     |                                                                       |
| 24-3-2023                                                             | Bamako                                                                | Mali                                                                  | 2 – 0                                                                 | Gambia                                                                | Qual. Coppa d'Africa 2023                                             | -                                                                     |                                                                       |
| 28-3-2023                                                             | Casablanca                                                            | Gambia                                                                | 1 – 0                                                                 | Mali                                                                  | Qual. Coppa d'Africa 2023                                             | -                                                                     |                                                                       |
| 14-6-2023                                                             | Ismailia                                                              | Sudan del Sud                                                         | 2 – 3                                                                 | Gambia                                                                | Qual. Coppa d'Africa 2023                                             | -                                                                     | 86’                                                                   |
| 20-11-2023                                                            | Dar es Salaam                                                         | Gambia                                                                | 0 – 2                                                                 | Costa d'Avorio                                                        | Qual. Mondiali 2026                                                   | -                                                                     |                                                                       |
| 23-1-2024                                                             | Bouaké                                                                | Gambia                                                                | 2 – 3                                                                 | Camerun                                                               | Coppa d'Africa 2023 - 1º turno                                        | -                                                                     | 69’                                                                   |
| Totale                                                                |                                                                       | Presenze                                                              | 40                                                                    |                                                                       | Reti                                                                  | 1                                                                     |                                                                       |

## Palmarès

### Club

#### Competizioni nazionali
- Campionato danese: 1

Midtjylland: 2017-2018